# Репа
Репа, или репа огородная (лат. Rapa rapa), — однолетнее или двулетнее травянистое растение, типовой вид рода Репа (Rapa) семейства Капустные (Brassicaceae) или Крестоцветные (Cruciferae).

## Ботаническое описание[1]
Однолетнее или двулетнее растение с высокими, сильно облиственными стеблями.
В первый год образует розетку прикорневых листьев и утолщенный съедобный корень. На второй (при неблагоприятных условиях и однолетние формы, то и на первый) год формирует цветонос.
Корень утолщённый, мясистый.
Стебель высокий, сильно облиственный.
Прикорневые листья зелёные, лировидно-перисто-надрезанные, жестковолосистые, длинночерешковые. Стеблевые листья сидячие, яйцевидные, зубчатые или цельнокрайные, стеблеобъемлющие, голые или нижние слегка опушённые.
Соцветие в начале цветения щитковидное (цветки выше бутонов), позднее кистевидное. Лепестки золотисто-жёлтые или матово-бледно-жёлтые, ноготок короче отгиба и чашелистиков. Тычинки отклонённые, длинные, прямостоячие. Цветоножка при цветении отклонена под острым углом, 3—8 см длиной.
Стручки прямостоячие, узловатые, короткие; носик удлинённо-конический, с тонким концом, составляет ¼—½ длины створки. Семена красновато-бурые, не совсем правильно шарообразные, с хорошо заметным корешком.
Хромосомное число 2n=20.

## Распространение и экология[1]
В диком состоянии не встречается, родиной считаются два центра — Центральная Азия и Средиземноморье. Как культурное, а также одичавшее растение произрастает по всей Европе, в умеренной и южной Азии.

## История

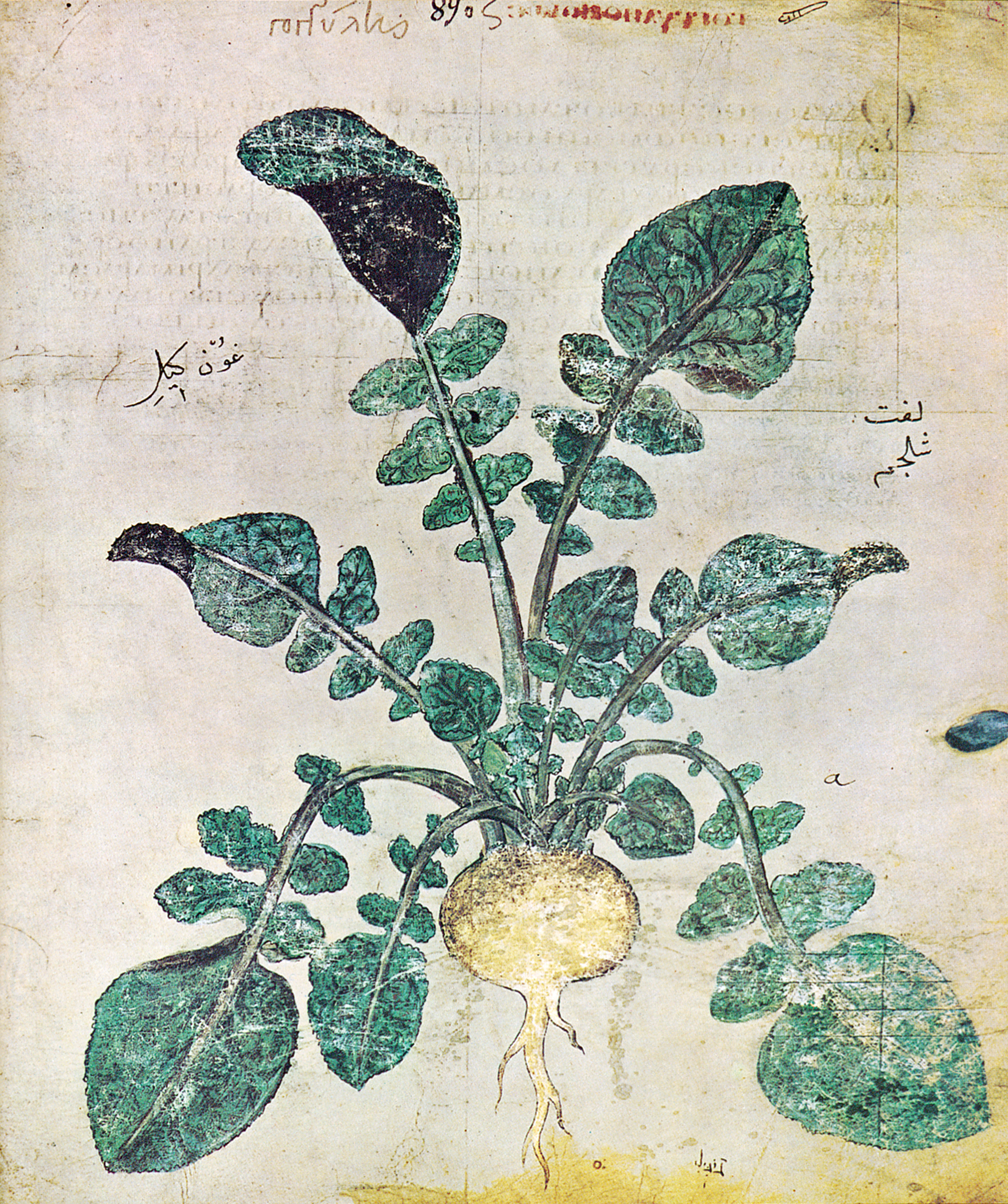
Репа (Венский Диоскорид, Византия, VI век)

Это одно из древнейших культурных растений. Репа была введена в культуру около 40 веков назад. Древние египтяне и греки широко возделывали репу, но считали её пищей рабов и беднейших крестьян. В Древнем Риме печёную репу употребляли уже представители всех сословий. Легенда гласит, что известный римский полководец Курий Дентат так любил репу, что всегда сам пёк её в золе. Когда воевавшие с римлянами самниты явились к Курию с предложением мира, он, занятый печением репы, приступил к переговорам, только закончив готовку.
Со временем репа распространилась в Западной Европе. Во Франции XVI столетия репа уже представляла настолько важный продукт, что её неурожай вызывал в некоторых местностях голод. В XVIII веке французский поэт Жак Делиль призывал соотечественников: «Рядом с вашими цветами дайте место расти репе». В Англии репу начали культивировать при Елизавете Тюдор, англичане ели не только корнеплод репы, но и её листья, по вкусу напоминавшие горчицу.
На Руси корнеплод репы с древних времён был важнейшим продуктом питания, о нем существуют упоминания в древних летописях. Одна из стариннейших русских сказок связана с репой — «Посадил дед репку…». Вырывали репу на полях обычно в сентябре, день вырывания именовался репорезом.
До середины XIX века репа была главным овощем рациона питания в России, затем постепенно была вытеснена картофелем.

### Таксономия[3]
Brassica rapa  L., 1753, Sp. Pl. : 667
Вид Репа относится к роду Капуста семейства Капустные (Brassicaceae) порядка Капустоцветные (Brassicales). Кладограмма в соответствии с Системой APG IV по состоянию на июнь 2023 года:
|  |                                      |  |                                   |                                   |                     |  | ещё 16 семейств | ещё 16 семейств |              |  |  |  | еще 2 подтвержденных видов |
|  |                                      |  |                                   |                                   |                     |  | ещё 16 семейств | ещё 16 семейств |              |  |  |  | еще 2 подтвержденных видов |
|  |                                      |  |                                   | порядок Капустоцветные            |                     |  |                 |                 | род Репа     |  |  |  |                            |
|  |                                      |  |                                   | порядок Капустоцветные            |                     |  |                 |                 | род Репа     |  |  |  |                            |
|  | отдел Цветковые, или Покрытосеменные |  |                                   |                                   | семейство Капустные |  |                 |                 | Репа         |  |  |  |                            |
|  | отдел Цветковые, или Покрытосеменные |  |                                   |                                   | семейство Капустные |  |                 |                 |              |  |  |  |                            |
|  |                                      |  | ещё 63 порядка цветковых растений | ещё 63 порядка цветковых растений |                     |  |                 | ещё 354 рода    | ещё 354 рода |  |  |  |                            |
|  |                                      |  |                                   | ещё 63 порядка цветковых растений |                     |  |                 |                 | ещё 354 рода |  |  |  |                            |

### Культурные сортогруппы
В современной систематике наблюдается тенденция к минимизации выделения самостоятельных внутривидовых таксонов (подвиды, разновидности и т.п.) и включение их вместо этого в синонимику основного вида. По этой причине вместо многочисленных ботанических форм репы, которые встречаются в более ранних классификациях, в настоящее время используются сортогруппы или сортотипы культиваров, объединяющие схожие по тем или иным характеристикам сорта. 
| № | Сортогруппа           | Классификация по GRIN                                                  | Ботанический таксон (уст.)                                                                                       | Изображение | Краткое описание |
| - | --------------------- | ---------------------------------------------------------------------- | --- | ----------- | --- |
| 1 | Бок-чой               | Pak Choi Group                                                         | Brassica rapa subsp. chinensis                                                                                   | бла-бла     | Салатная форма с розеткой темно-зеленых листьев с плоскими мясистыми черешками, плотно прилегающими друг к другу.                                   |
| 2 | Чой-сум или Кай-син   | Caisin Group                                                           | Brassica rapa subsp. chinensis var. parachinensis                                                                | бла-бла     | Салатная форма у которой в пищу используются нежные мясистые верхушки побегов в стадии начала бутонизации.                                          |
| 3 | Татцой                | Taasai Group                                                           | Brassica rapa subsp. narinosa                                                                                    | бла-бла     | Салатная форма с некрупными плоскими листьями. Формирует розетку подобно Бок-чой, но более рыхлую и с длинными отстоящими черешками.                |
| 4 | Мицуна                | Mizuna Group                                                           | Brassica rapa subsp. nipposinica                                                                                 |             | Салатная форма с длинными (до 50 см) красивыми резными листьями. Традиционно используется в японской кухне, а также как декоративное растение.      |
| 5 | Комацуна              | Neep Greens Group                                                      | Brassica rapa subsp. nipposinica var. perviridis                                                                 | бла-бла     | Салатная форма с рыхлой розеткой и крупными листьями.                                                                                               |
| 6 | Канола Масличная репа | *Turnip Rape Group *Summer Turnip Rape Group *Winter Turnip Rape Group | *Brassica rapa subsp. oleifera *Brassica rapa subsp. oleifera f. annua *Brassica rapa subsp. oleifera f. biennis | бла-бла     | Масличная одно- или двухлетняя форма, наряду с рапсом выращиваемая для получения канолы, растительного масла с низким содержанием эруковой кислоты. |
| 7 | Пекинская капуста     | Chinese Cabbage Group                                                  | Brassica rapa subsp. pekinensis                                                                                  | бла-бла     | Салатная форма с крупными рыхлыми кочанами вытянутой формы.                                                                                         |
| 8 | Репа                  | Vegetable Turnip Group                                                 | Brassica rapa subsp. rapa                                                                                        | бла-бла     | Овощная форма с крупными корнеплодами, используемыми в кулинарии.                                                                                   |
| 8 | Турнепс Кормовая репа | Fodder Turnip Group                                                    | Brassica rapa subsp. rapa                                                                                        | бла-бла     | Овощная форма с крупными корнеплодами. Выращивается преимущественно в качестве кормовой культуры.                                                   |
| 8 | Желтая горчица        | Yellow Sarson Group                                                    | Brassica rapa subsp. trilocularis                                                                                | бла-бла     | Пряновкусовая форма из семян которой изготавливают столовую горчицу.                                                                                |

### Внутривидовые таксоны
- Brassica rapa var. chinoleifera
- Brassica rapa var. oblonga